# Arnold Bonell
Arnold Bonell (* 23. März 1921 in Barnsley; † 16. November 1995 in Ardsley, Barnsley) war ein englischer Fußballspieler.

## Karriere
Bonell spielte 16-jährig für Ardsley Athletic in der Barnsley Association League als Außenläufer und wurde auch als Mittelstürmer getestet. Im Dezember 1937 erzielte er in einem Ligaspiel einen Hattrick. Im Februar 1938 wurde er auf Amateurbasis vom lokalen Profiklub FC Barnsley registriert, brach sich aber in seiner ersten Partie für die dritte Mannschaft des Klubs gegen Leeds United in der Yorkshire League ein Bein. Dennoch wurde er von Barnsley-Trainer Angus Seed zum 17. Geburtstag mit einem Profivertrag ausgestattet. Ab März 1939 konnte er wieder für die dritte Mannschaft des Klubs spielen.
Während der Kriegsjahre trat Bonell fußballerisch bei Barnsley nicht in Erscheinung, von Oktober 1940 bis Februar 1941 tauchte er in einigen Spielberichten der Frickley Colliery in der Sheffield Association League auf. Bonell diente im Fernen Osten, nach der Demobilisierung seiner Einheit war er wieder für Barnsleys Reserveteam aktiv. Im April 1947 kam er in einer Partie der Football League Second Division gegen Bradford Park Avenue (Endstand 3:1) zu seinem Pflichtspieldebüt für die erste Mannschaft, Bonell bildete auch in den drei folgenden Partien mit Gordon Pallister das Verteidigerpaar. Drei weitere Zweitligaeinsätze bestritt Bonell im Januar 1948 als Vertretung von Pallister, die Verteidigung mit Laurie Cunningham bildend blieb das Team hierbei ungeschlagen. Im April 1948 wurde er von den Klubverantwortlichen auf die Transferliste gesetzt.
Für die Spielzeit 1948/49 schloss er sich dem in der Nordstaffel spielenden Drittligisten AFC Rochdale an und gehörte zu Saisonbeginn als linker Verteidiger zur Stammmannschaft, verlor seinen Platz im Team aber bereits nach drei Partien und zehn Gegentoren im Anschluss an eine 3:4-Niederlage gegen den FC Darlington an Ron Rothwell. Zur Saison 1949/50 wurde er von dem ambitionierten Non-League-Klub Shrewsbury Town verpflichtet, für den er in der Midland League spielte. Bonell kam im Saisonverlauf auf den beiden Verteidigerpositionen zu 38 Ligaeinsätzen und bildete zumeist mit Norman Lewis das Verteidigerpaar. Bonell erzielte zum Saisonauftakt bei einem 3:0-Erfolg über Ransome & Marles per Strafstoß seinen einzigen Treffer. Obwohl der Klub am Saisonende mit dem 10. Tabellenplatz sein schlechtestes Ergebnis in der Midland League erzielte, bewarb man sich erfolgreich um Aufnahme in die Football League. Bonell wurde von Shrewsbury nicht über das Saisonende hinaus verpflichtet, weitere Vereinsstationen sind nicht überliefert. In den Sommerpausen trat er als Cricketspieler bei Mitchell Main Colliery in Erscheinung, Ende der 1940er waren dort mit Roy Cooling und Jack Harston weitere Profifußballer aktiv.